# 中野新橋站
中野新橋站（日语：／ Nakano-shimbashi eki */?）是位於日本東京都中野區彌生町二丁目，屬於東京地下鐵丸之內線（分岐線）的鐵路車站。車站編號是Mb 05（至2016年11月中旬以前是m 05）。

## 歷史
- 1961年（昭和36年）2月8日：帝都高速度交通營團（營團地下鐵）荻窪線開通，作為中途站開業。
- 1966年（昭和41年）：《007：雷霆谷》在此拍攝。
- 1972年（昭和47年）4月1日：荻窪線支線改稱為丸之內線支線。
- 2003年（平成15年）2月：成為業務委託站。
- 2004年（平成16年）
  - 4月1日：營團地下鐵民營化、丸之內線由東京地下鐵繼承。
  - 5月8日：月台門、可動式踏板啟用[3]。
- 2013年（平成25年）12月：站舍改裝工程開工。
- 2015年（平成27年）3月：新站舍完工。
- 2016年（平成28年）
  - 11月：為提升訪日外國旅客的便利性，車站編號從m改為Mb（Marunouchi branch line）[2]。

## 車站構造
側式月台2面2線的地下車站。
剪票口只有1處。一座電梯連通剪票口層、中野坂上方向月台與地下3層，另一座連通地下3層與方南町方向月台，兩座電梯可透過地下3層通道轉乘。廁所位於剪票口層。

### 月台配置
| 月台 | 路線     | 目的地                         |
| ---- | -------- | ------------------------------ |
| 1    | 丸之內線 | 方南町方向                     |
| 2    | 丸之內線 | 中野坂上、荻窪、新宿、池袋方向 |

（來源：東京地下鐵:構內圖 （页面存档备份，存于））

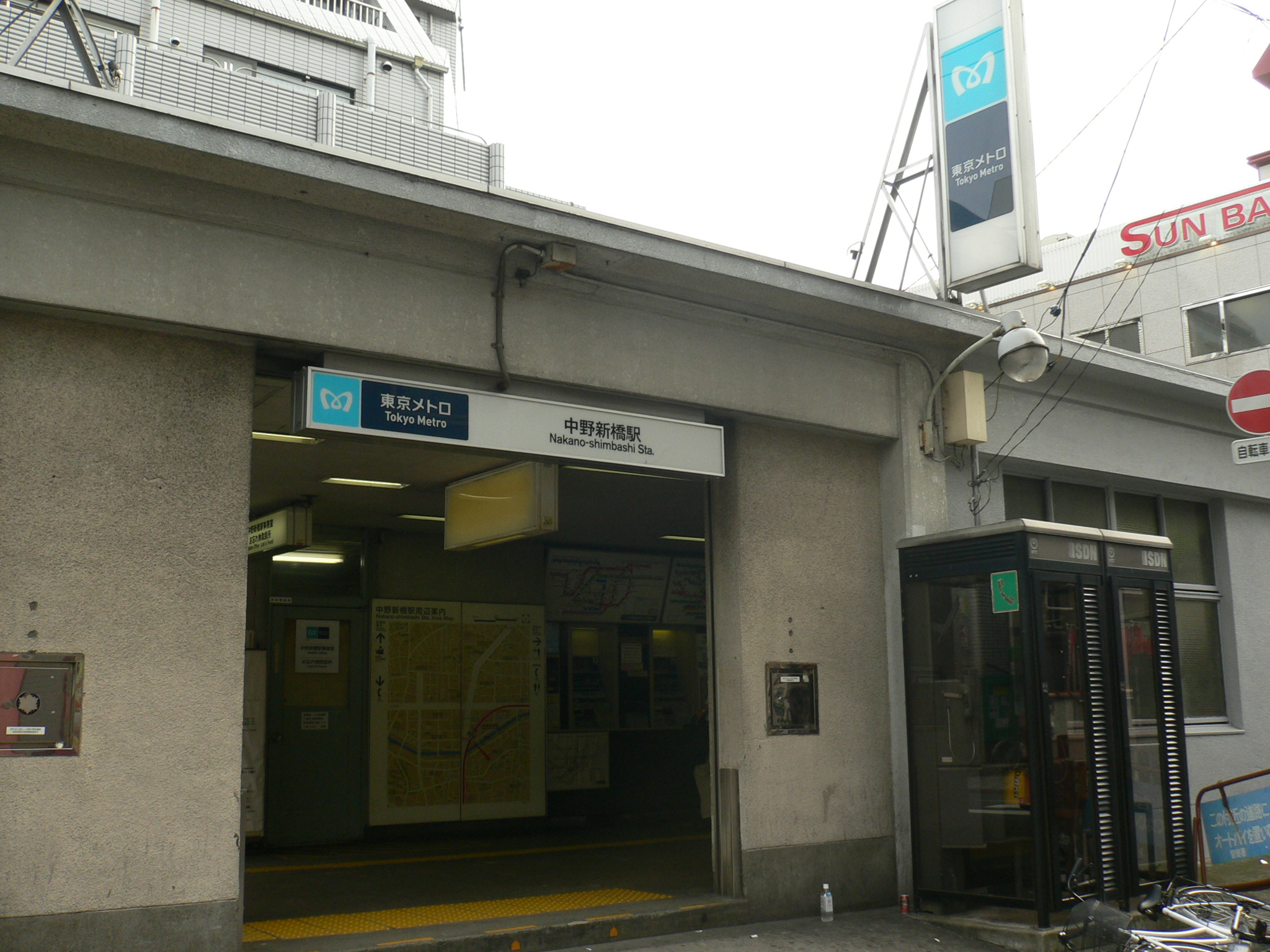
舊站舍（2005年6月12日）
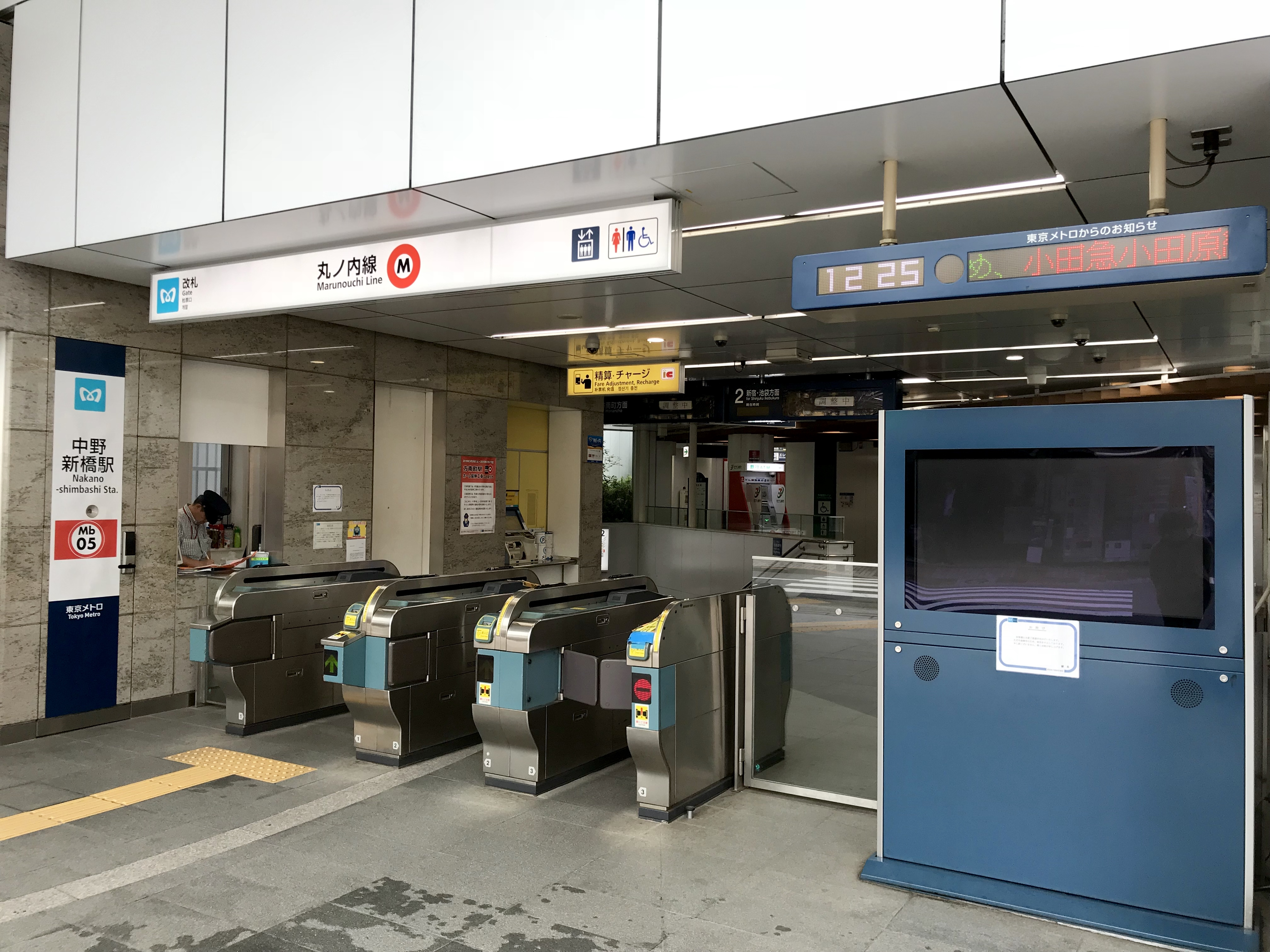
閘口（2018年9月14日）
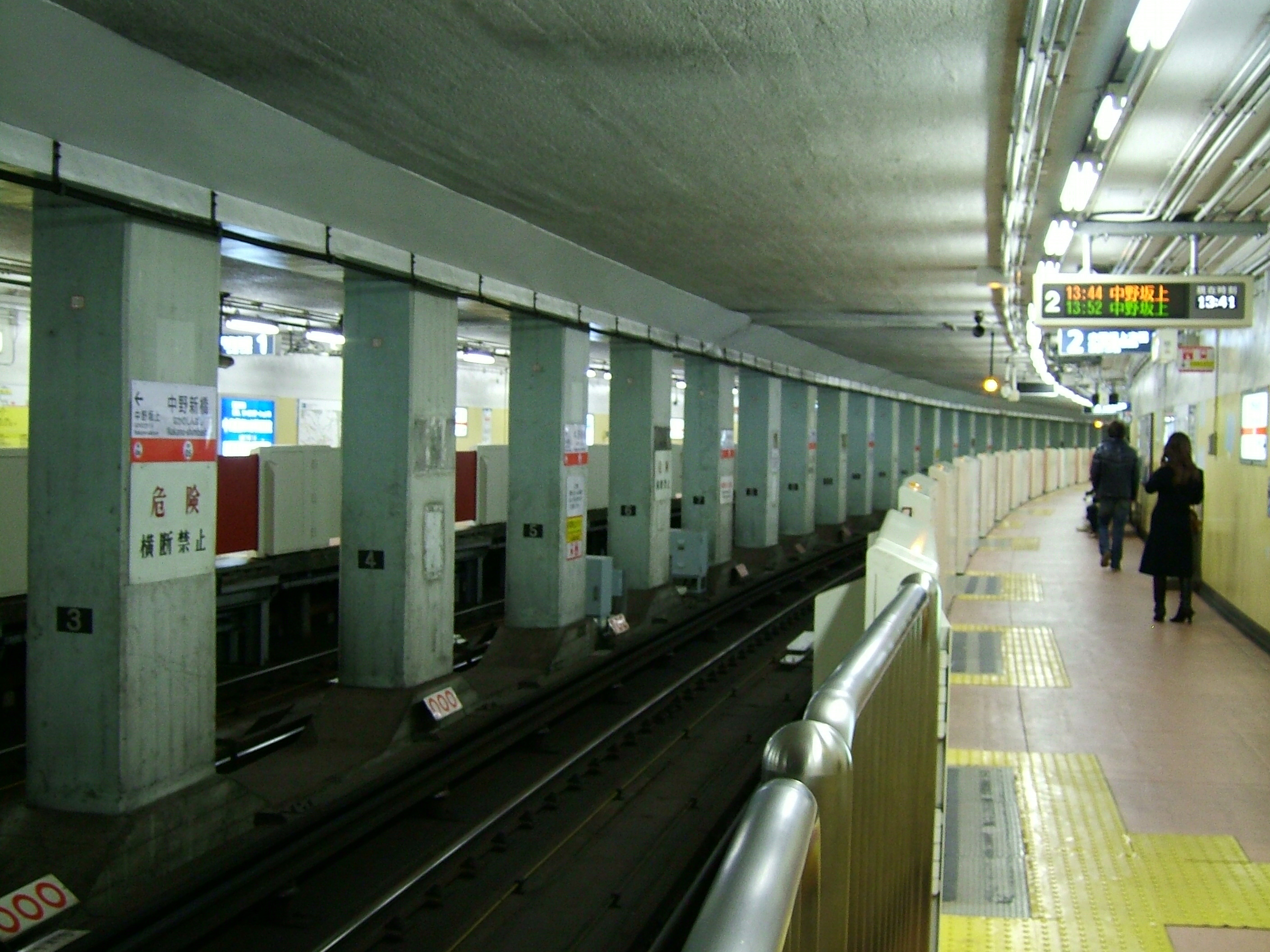
翻新前月台
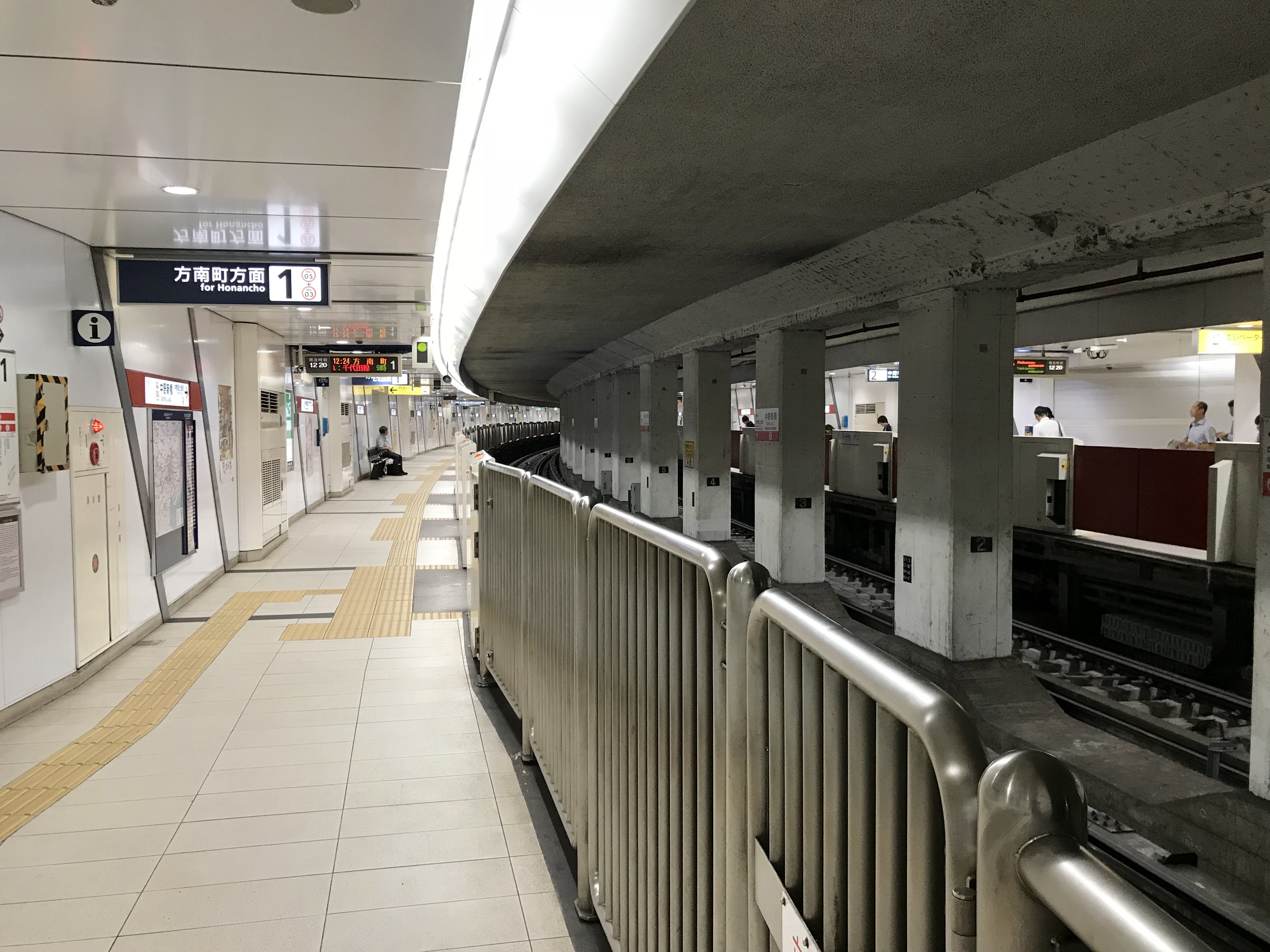
翻新後月台（2018年9月14日）

## 利用狀況
2017年度1日平均上下車人次為20,596人，東京地下鐵全部130個車站當中排名第124位。
近年1日平均上下車、上車人次變化如下表。
| 年度               | 1日平均 上下車人次 | 1日平均 上車人次 | 來源     |
| ------------------ | ------------------ | ---------------- | -------- |
| 1992年（平成04年） |                    | 10,318           | [ * 1 ]  |
| 1993年（平成05年） |                    | 10,419           | [ * 2 ]  |
| 1994年（平成06年） |                    | 10,323           | [ * 3 ]  |
| 1995年（平成07年） |                    | 10,423           | [ * 4 ]  |
| 1996年（平成08年） |                    | 10,515           | [ * 5 ]  |
| 1997年（平成09年） |                    | 10,351           | [ * 6 ]  |
| 1998年（平成10年） |                    | 10,268           | [ * 7 ]  |
| 1999年（平成11年） |                    | 10,143           | [ * 8 ]  |
| 2000年（平成12年） | 19,618             | 10,098           | [ * 9 ]  |
| 2001年（平成13年） | 19,322             | 9,805            | [ * 10 ] |
| 2002年（平成14年） | 18,736             | 9,599            | [ * 11 ] |
| 2003年（平成15年） | 18,594             | 9,549            | [ * 12 ] |
| 2004年（平成16年） | 18,050             | 9,109            | [ * 13 ] |
| 2005年（平成17年） | 17,673             | 8,776            | [ * 14 ] |
| 2006年（平成18年） | 17,679             | 8,834            | [ * 15 ] |
| 2007年（平成19年） | 17,998             | 8,999            | [ * 16 ] |
| 2008年（平成20年） | 18,486             | 9,192            | [ * 17 ] |
| 2009年（平成21年） | 18,250             | 9,131            | [ * 18 ] |
| 2010年（平成22年） | 18,120             | 9,060            | [ * 19 ] |
| 2011年（平成23年） | 17,730             | 8,890            | [ * 20 ] |
| 2012年（平成24年） | 18,040             | 8,997            | [ * 21 ] |
| 2013年（平成25年） | 18,915             | 9,460            | [ * 22 ] |
| 2014年（平成25年） | 19,020             | 9,477            | [ * 23 ] |
| 2015年（平成27年） | 19,644             | 9,792            | [ * 24 ] |
| 2016年（平成28年） | 19,837             | 9,890            | [ * 25 ] |
| 2017年（平成29年） | 20,596             |                  |          |

## 車站周邊
- 中野區彌生區民活動中心
- 中野區南部健康（すこやか）福祉中心
- 中野新橋站前郵便局
- 中野彌生郵便局
- 東京大學中野校區
  - 東京大學教育學部附屬中等教育學校（日语：東京大学教育学部附属中等教育学校）

## 巴士路線
最近的巴士站是「中野新橋站」，可搭乘京王巴士東運行的以下路線。
- 中83：往中野站、經南台交差點往南部高齡者會館

## 站名由來
來自於站旁神田川上的橋梁舊名「新橋」。但由於港區已有新橋站因而冠上「中野」為「中野新橋」，之後更換的新橋樑也更名為「中野新橋」。

## 相鄰車站
東京地下鐵
 丸之內線
中野富士見町（Mb 04）－中野新橋（Mb 05）－中野坂上（M 06）

### 來源
東京都統計年鑑
1. ↑  .   [2017-03-11]. （原始内容存档于2013-08-15）.
2. ↑  .   [2017-03-11]. （原始内容存档于2013-02-03）.
3. ↑  .   [2017-03-11]. （原始内容存档于2013-02-03）.
4. ↑  .   [2017-03-11]. （原始内容存档于2013-02-03）.
5. ↑  .   [2017-03-11]. （原始内容存档于2013-02-03）.
6. ↑  .   [2017-03-11]. （原始内容存档于2016-03-04）.
7. ↑  東京都統計年鑑（平成10年）PDF
8. ↑  東京都統計年鑑（平成11年）PDF
9. ↑  .   [2017-03-11]. （原始内容存档于2016-03-04）.
10. ↑  .   [2017-03-11]. （原始内容存档于2016-03-04）.
11. ↑  .   [2017-03-11]. （原始内容存档于2017-07-29）.
12. ↑  .   [2017-03-11]. （原始内容存档于2017-07-29）.
13. ↑  .   [2017-03-11]. （原始内容存档于2017-07-29）.
14. ↑  .   [2017-03-11]. （原始内容存档于2017-07-29）.
15. ↑  .   [2017-03-11]. （原始内容存档于2017-07-29）.
16. ↑  .   [2017-03-11]. （原始内容存档于2017-07-29）.
17. ↑  .   [2017-03-11]. （原始内容存档于2017-07-29）.
18. ↑  .   [2017-03-11]. （原始内容存档于2016-03-26）.
19. ↑  .   [2017-03-11]. （原始内容存档于2016-03-27）.
20. ↑  .   [2017-03-11]. （原始内容存档于2016-03-25）.
21. ↑  .   [2017-03-11]. （原始内容存档于2016-03-27）.
22. ↑  .   [2017-03-11]. （原始内容存档于2016-03-22）.
23. ↑  .   [2017-03-11]. （原始内容存档于2017-07-30）.
24. ↑  .   [2019-01-06]. （原始内容存档于2018-11-09）.
25. ↑  .   [2019-01-06]. （原始内容存档于2019-05-02）.

## 外部連結
- 中野新橋/Mb05 | 路線・車站資訊 | 東京地下鐵